# 何派行
何派行（1510年—？），字應克，廣東廣州府香山縣人，民籍，明朝政治人物。

## 生平
嘉靖十三年（1534年）甲午科廣東鄉試第十六名舉人。嘉靖二十年（1541年）中式辛丑科會試第二百三十六名，登第三甲第七十三名進士。

## 家族
曾祖何溢；祖父何瑫；父何世隆，母李氏。严侍下。